# Werner Rhedin
Martin Werner Rhedin, född 12 februari 1865 i Göteborg, död där 22 maj 1930, var en svensk bruksägare och jordbrukare.
Efter läroverksstudier och genomgång av Göteborgs handelsinstitut 1882–1884 utbildade han sig inom affärsmannayrket på kontor i Göteborg, Hamburg och London. Efter att ha återvänt till Göteborg drev han grosshandelsverksamhet 1888–1893. Rhedin var från 1888 även underdisponent vid Surte glasbruk i Västergötland, inköpte företaget 1892 och var, efter dess ombildande till aktiebolag 1893 VD för bolaget till 1907. 1911 köpte han även Forsså bruk i Hälsingland, som samma år bildade han Forsså bruks AB, som han ledde till 1919. Han byggde om bruket och utvidgade rörelsen. Rhedin var 1912–1914 även VD för Oskarströms Sulfit AB. Han stiftade 1924 Götaälvdalens omnibus AB, vars VD han var till 1928. 
Werner Rhedin ägde 1892–1925 Ellesbo herrgård på Hisingen, och ägnade där med framgång åt boskapsavel. Han specialiserade sig på den rödkulliga svenska nötkreatursrasen och vann, bland annat vid lantbruksmötena 1911 och 1923, stort erkännande för sin utmärkta besättning, som av Erik Oskar Arenander beskrevs som Rödkullorna på Ellesbo (1911). Rhedin stiftade 1912 Avelsföreningen för röd kullig svensk lantras och var dess vice ordförande till sin död. 
Bland hans övriga uppdrag märks, att han var ledamot av Göteborgs läns landsting 1909, styrelseledamot av Allmänna svenska utsädesaktiebolaget i Svalöv 1908–1930 och ordförande i Göteborgs läns veterinärstyrelse 1913–1917. 1923 invaldes han i Lantbruksakademien. Tack vare en donation från Rhedin kunde Alfred Nathorst 1898 utrusta en polarexpedition för att söka efter Andrées polarexpedition.
Werner Rhedin var son till grosshandlaren och godsägaren Carl Werner Rhedin. Petter Emanuel Rhedin var bror till hans farfar.